# ماکس بیلشافسکی
ماکس بیلشافسکی (آلمانی: Max Bielschowsky؛ ‏ ۲۰ فوریهٔ ۱۸۶۹ – ۱۵ اوت ۱۹۴۰) نوروپاتولوژیست اهل آلمان بود.
وی دانش‌آموختهٔ رشتهٔ پزشکی در دانشگاه لودویگ ماکسیمیلیان مونیخ بود و پس از فارغ‌التحصیلی، مدتی با لودویگ ادینگر در «مؤسسهٔ آسیب‌شناسی فرانکفورت» همکاری نمود. در آنجا بود که او روش‌های رنگ‌آمیزی بافت‌شناسی را از کارل وایگرت آموخت. سپس از سال ۱۹۰۴ در دانشگاه هومبولت برلین در آزمایشگاه زیست‌عصب‌شناسی فعالیت نمود و تا سال ۱۹۳۳ در آنجا ماند و سپس در یک کلنیک روان‌پزشکی در دانشگاه اوترخت و «مؤسسهٔ کاخال» در مادرید کار کرد. وی در نهایت به انگلستان مهاجرت کرد و در شهر لندن درگذشت.
ماکس بیلشافسکی مشارکت‌های مهمی در زمینه پژوهش‌های مرتبط با توبروز اسکلروزیس، جنون آموروتیک، بیماری پارکینسون، بیماری هانتینگتون و میوتونی مادرزادی داشت. یکی از دلایل شهرت او، کارهای مهمش در زمینهٔ آسیب‌شناسی بافتی بیماری ام‌اس و استفاده از نقره برای رنگ‌آمیزی رشته‌های عصبی است. او با همکاری استنلی کاب، روش «رنگ‌آمیزی درون‌حیاتی نقره» را ابداع کرد. روش «رنگ‌آمیزی نقره بیلشافسکی» روش بهبودیافته‌ای از شیوه‌ای است که توسط سانتیاگو رامون ئی کاخال ابداع شده بود.